# Ponte Vecchio
Ponte Vecchio (italsky „Starý most“) je proslulý most přes řeku Arno ve Florencii, hlavním městě Toskánska.

## Historie

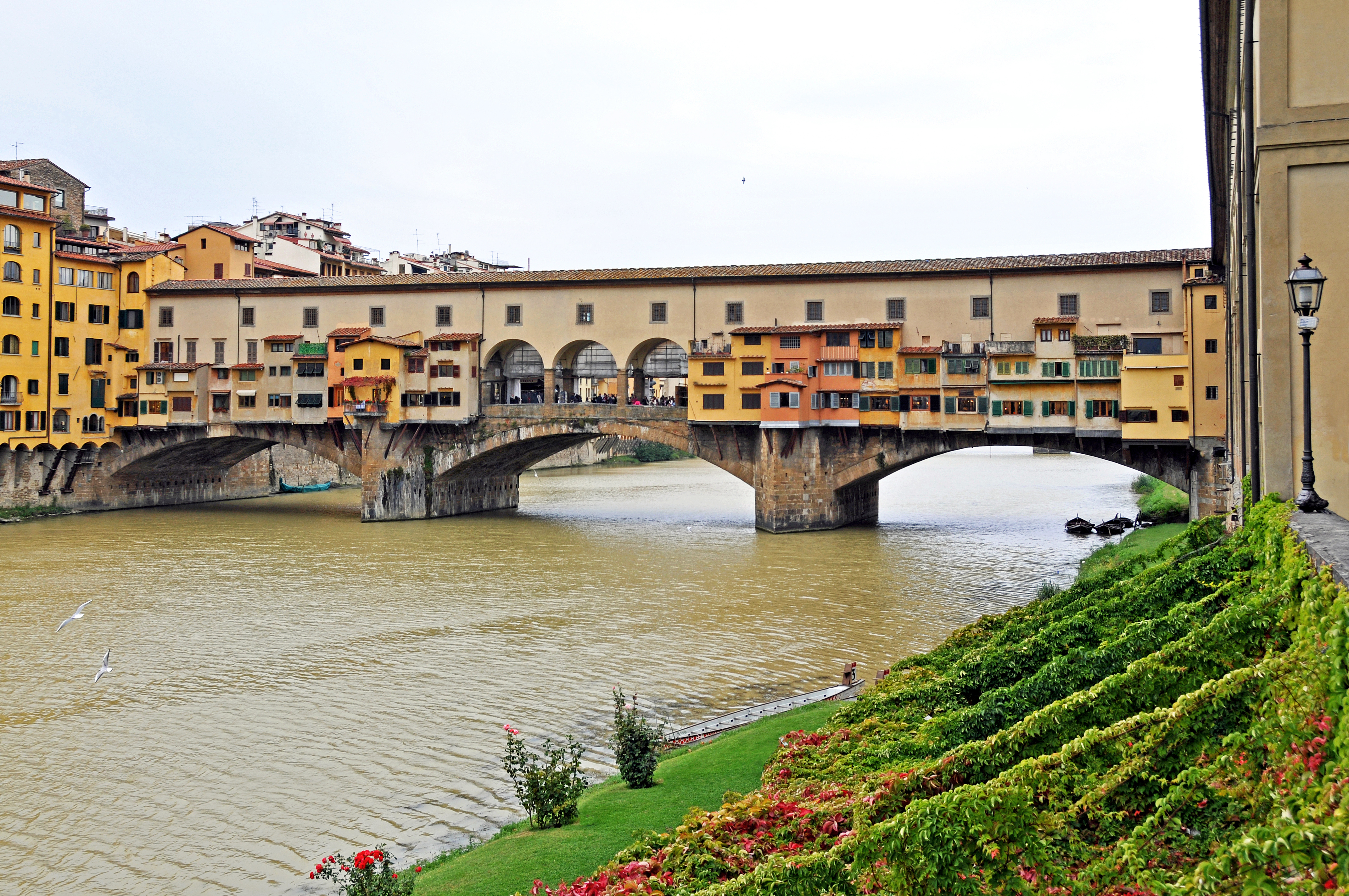
Ponte Vecchio od západu

Ponte Vecchio stojí na místě, kde stáli dva jeho předchůdci, z nichž nejstarší byl součástí římského castra. Další most byl postaven roku 1117 a vydržel až do roku 1333, kdy byl stržen povodní.
Dnešní most je dílem architekta Neriho di Fioravante, který roku 1345 překlenul Arno elegantní stavbou se třemi oblouky.
Krámky postavené na mostě po obou jeho stranách dodávají mostu jeho osobitý, pitoreskní ráz. Zlatnické obchůdky pocházejí ze 16. století a jsou vlastně spojením dílny a obchodu, původně však sloužily řezníkům (beccai).
Nad prostředním obloukem je malé prostranství s výhledem na řeku a ostatní mosty. Nalézá se zde kašna s pitnou vodou a busta Celliniho od sochaře Romanelliho z roku 1900.
Nad stavbami krámků se klene tzv. Vasariova chodba (Corridoio Vasariano), postavená architektem na žádost Cosima I. Medicejského, který chtěl mít zastřešený a bezpečný průchod z Palazzo Vecchio do Palazzo Pitti na druhém břehu Arna.
Most byl poškozen v roce 1944 ustupujícími Němci a v roce 1966 povodní.